# 佐藤博 (ミュージシャン)
佐藤 博（さとう ひろし、1947年（昭和22年）6月3日 - 2012年（平成24年）10月26日）は、日本のシンガーソングライター、ピアニスト、キーボーディスト、シンセサイザープログラマー、作曲家、編曲家、レコーディング & ミキシング・エンジニア、マスタリング・エンジニア、音楽プロデューサー。鹿児島県川辺郡知覧町（現南九州市）生まれ。京都府育ち。日本のトップ・キーボーディストとして知られる。

## 生涯

### 誕生～音楽との出会い
1947年6月3日、真宗大谷派の寺の長男として鹿児島県の知覧にて生を受け、2年後の1949年に京都の寺に移住する。中学時代の14歳の頃になると「寺の住職になるという家業を継ぐしかなく、職業選択の自由も許されないのか」と自問し、世の中への怒りや人間社会の偽善性や生きることへの希望も見失う精神的ブラックホールの真っ只中にいた。
その際、たまたまギターに触る機会を得、その開放弦の音色に未知の世界への希望を見出し「音楽と関わっていられたら、生きて行ってやってもいいかな?」と思い直すようになる。その後高校に進むにつれベースやドラム演奏を習得するようになり、高校1年生で自宅の蔵にて多重録音を始める。高校2年生の時に、ソニーのオープンリールの4トラック・レコーダーを入手する。
当初、演奏家ではなく作曲家、編曲家志向であったが、そのためには鍵盤のほうが有利だと東京ユニオンの藤尾正重(p)のアドバイスがあり、20歳より独習でピアノを始める。後に「20歳当時、もしもプロになれなければこの世とおさらばしてもいいと思えるくらい練習した」と語っている。

### プロ転向
1970年頃より、大阪にてジャズコンボ系のバンドのピアニストとしてプロ・ミュージシャンとしての活動を開始する。1972年頃より京都にて、ウエスト・ロード・ブルース・バンドや上田正樹といったブルース系のミュージシャンや、オリジナル・ザ・ディラン（西岡恭蔵：作詞・作曲・サイドギター）、長田タコヤキ（スティール・ギター）、魔矢イタル（高橋イタル）、大塚まさじ、加川良といったフォーク系のミュージシャンの演奏に参加する。1974年頃、石田長生とバンド“THIS”を結成する。その後、加川良のアルバム『アウト・オブ・マインド』のバックで鈴木茂と知り合い、上京（詳細はハックルバックを参照）。1976年より、ハックルバック結成〜ティン・パン・アレーへの参加といった活動と並行して、ソロ・アルバムを発表する。

### 渡米～帰国

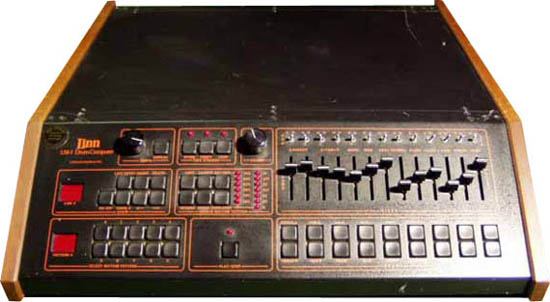
LM-1

ソロ・デビューから2・3年後、佐藤は煮詰まっていると感じる。スタジオ・ミュージシャンとしての仕事も増え、ギャラも上がっていくが、自分が興味を持てない歌謡曲や歌謡ポップスばかりで、我慢できなくなった佐藤は日本を飛び出すことを決断した。細野晴臣よりイエロー・マジック・オーケストラへ参加を呼びかけられるも、1979年の夏に渡米。この時の心境について、本人は以下の通り吐露している。
- 「自分はスタジオ・ミュージシャンをやるために東京に来たのでもないし、ましてや音楽を始めたのではない。アメリカへ行きたかったというよりは日本を出たいという方が大きかったですね」[5]
- 「日本の音楽状況、ジャズ、クラシック、ニュー・ミュージック、R&B、あらゆるジャンルが猿真似の域をでてないと思っていた。それに対する抵抗がすごくあったから、自分だけは過去に影響を受けないオリジナリティがあるものを追求したいという思いが強かった。それで余計ぼくが影響を受けたビートルズやジャズを排除しようとしたんですね。そうすればするだけ自分のやりたいことが見えにくくなるし、範囲が狭まってくる。それでアルバムを2枚つくったあと、このまま日本で音楽をつづけていくのは精神的にも持たない、自分のアルバムなのに心底楽しんでない。これは頭を冷やしに日本から出なければいけないと思ってロスにいったんです」[14]

アメリカでマリア・マルダーやランディ・クロフォードらと活動した。
そのうちにロジャー・リンの発明したドラムマシン・Linn Drum LM-1の音色を、ハービー・ハンコックの『Mr. Hands』を通じて聞き、衝撃を受ける。このドラムマシンがあれば、今まで実践してきた多重録音と同様の方法が日本でもできる・海外のミュージシャンに依頼する必要がないと考えた佐藤は帰国を決断する。当時アルファレコード社長であった村井邦彦に同機の購入を依頼して『awakening』の制作を始める。1982年にデモテープを携え帰国し、このデモテープをもとにした4thソロアルバム『awakening』を発表する。
後に佐藤はLM-1について「ロジャーの会社が家から近かったので見せてもらいに行くと、それまでのリズム・マシンとは成り立ちの異なるPCM音源のサンプリング系(サンプリングレートが8ビット)のリズム・マシンで、これ(Linn Drum LM-1)だったら何でも出来ちゃうなあと思いましたね。これを使ってアルバムを使って日本に帰る決心がついたんです。それまでは、日本に帰ってまた以前と同じようなことをするのもいやだなあ、と煮え切らない気持ちだったので、ロジャー・リンに帰国の背中を押してもらったようなものですね」と振り返っている。

### 帰国後
帰国後の1980年代以降はCM音楽やテレビ番組のテーマ曲を多数発表、ベスト・アルバム『記憶の中の未来』（1988年12月）は、その提供曲が多数収録されており、テレビ・グラフィティのサブ・タイトルを付している。
2000年代はプロデュース活動および新人アーティストの発掘に注力し、代表作として2007年のDREAMS COME TRUE『史上最強の移動遊園地 DREAMS COME TRUE WONDERLAND 2007』の音楽監督や、同じく2007年のSoulJa「DOGG POUND」、2008年の青山テルマ「そばにいるね」、2011年2月発売のふくい舞「いくたびの櫻」のサウンド・プロデュースが挙げられる。2008年に大ヒットした青山テルマの「そばにいるね」では、編曲とサウンド・プロデュースのみならず、自身のプライベート・スタジオ“Studio SARA”で自ら録音、ミックスダウン、エンジニアリングとマスタリングを手掛けキーボード、リズム・プログラミング、シンセ・ベースの演奏を行い、「第50回日本レコード大賞」【優秀作品賞】を受賞する。2011年2月発売の作曲・編曲およびサウンドプロデュース（演奏、ミックス、エンジニアリング共）を手がけたふくい舞の「いくたびの櫻」が「第44回日本有線大賞」を受賞した。
2012年10月26日、横浜市港北区のプライベートスタジオ“Studio SARA”で出血性大動脈瘤により死去。享年65。

## 特徴・作風
エルヴィス・プレスリーやレイ・チャールズ、ビートルズに影響され音楽を始めたものの、ブルースをルーツとしている度合が大きいのが特徴である。
ピアニストとしての佐藤博の顕著な演奏は、初期の山下達郎作品や大瀧詠一の『NIAGARA MOON』、細野晴臣の『トロピカル・ダンディー』、『泰安洋行』、『はらいそ』といったトロピカル三部作、吉田美奈子の初期作品等で聴く事ができるが、キーボード奏者ではあるものの、ピアニストとしても評価が高い（その参加作品は、その他参加作品に後述）。
日本に拠点を移した後、1970年代後半から取り組んでいたシンセサイザーや打ち込みを基調にした、ブラックミュージック/ジャズ/フュージョン色のあるポップスを追求している。音楽制作の特徴は、一人多重録音というスタイルが基本である。
いち早くシンセサイザーやシーケンサー、パーソナルコンピュータといった最新の機器を表現の道具として駆使したミュージシャンとして知られているが、特筆すべきはシンセサイザー、多重録音、音響エフェクトに関しても、執筆原稿が1983年7月20日発行の『KEYBOARD BOOK』（自由国民社、新譜ジャーナル別冊）や雑誌『キープル』（自由国民社）にて展開されたように、これらの分野の国内における先駆者的存在である。
MIDI規格に関しても、その導入からアドバイザー的立場として関わっている。
特筆すべき点は、「コンピューター」を自分がイメージしたサウンドを具現化するための「道具」として捉えている事であり、機械の制約に合わせて作るのではなく、まずこういうものが作りたいというのが優先であると語っている。
リズム・トラックの制作においても、一人多重録音の成果はリズム・プログラミングという形として特に顕著に現れており、生涯を通じてオリジナル作品へのドラマーの参加は、1990年2月発表の『Good Morning』（ドラム：ジョン・"JR"・ロビンソン）が最後である。
リズム・プログラミング、ハイハット・シンバルのアーティキュレーションの凝った付け方には定評がある。
レコーディング・エンジニアリングとしては、デジタル録音における音響のスタンダードを確立するため、その初期からレコーディングに際して、自らミキシング・コンソールを駆使しているのも大きな特徴である。アルバム『AQUA』（1988年6月1日）では、シンセ・パートなどの演奏は音質が劣化せぬようテープには録音せず、ミックスダウンの際に、マッキントッシュ＋1985年に発売されたMIDIシーケンサー・ソフトのPerformer（パフォーマー）を使用して同期演奏させるなど、一種のデジタルMTR的使用をしている。ミキシング・コンソールを操作することは、楽器を演奏することと同じだと解釈している。ミックスダウンに関しては、思い入れが深く、演奏や歌うこと以上に一番好きであるとまで語っている。
ミックスダウンの時には、エンジニア的要素よりもコンダクター的要素の方が重要であり、そういう意味でもトータル的にその音楽に責任を持つ人がエンジニアリングまでやる方が一番良いと語っている。その為、作品には「機械任せ」や「他人任せ」といった「おまかせ」の要素が一切ない。
エンジニアリング関係まで自分で関わる理由として、佐藤本人は、結局は自分のイメージしている音に近づける為であると語っている。中でも1990年に建設された、プライベートスタジオ“Studio SARA”ではトラックダウンからマスタリングまで行えることは特筆すべき点である。

## 評価
村上秀一は、「白玉の響きが美しいピアノ」の評価の他、「YOU'RE MY BABY」（『awakening』に収録）のドラムが彼が打ちこみで作ったものであると知って衝撃を受けており、「こんな人間くさい打ちこみ作れる奴はいない!」と評価している。

## 年表
- 1947年 - 寺の長男として鹿児島県にて生まれる。
- 1949年 - 京都に移住[5]。以降、1975年 に上京するまで京都にて生活する。中学時代にギター、16～17歳の頃にベースを演奏し始め、以降多重録音に没頭する。
- 1966年 - クラブでギターの弾き語りを開始する[15]。
- 1967年 - 独習にてピアノを始める。
- 1970年 - 荒川達彦バンドに参加する。
- 1972年 - 上田正樹とMZA、上田正樹とバッドクラブ・バンドを結成。この頃よりウエスト・ロード・ブルース・バンド達と京都のライブ・ハウス（拾得）等でセッションを行いだす。
- 1973年 - オリジナル・ディランに参加[35]。西岡たかし等のレコーディングに参加。
- 1974年 - ″春一番ライヴ 74″に出演（金森幸介、石田長生、中川イサト、田中章弘、岩崎順、西岡たかし、長野隆、喜多浩二、佐藤博）。上京。鈴木茂、林敏明、田中章弘でハックルバックを結成する[36]。
- 1975年 - ティン・パン・アレーに参加する。
- 1976年 - 初渡米。現地にて録音した1stソロアルバム『SUPER MARKET』を日本コロムビアより発表。吉田美奈子バンド結成に参加（大村憲司、村上"ポンタ"秀一、坂本龍一、高水健司、松木恒秀、佐藤博、土岐英史）。吉田美奈子『FLAPPER』（1976年3月25日）のサウンド・プロデュースを手掛ける。
- 1977年 - 鳥山雄司、青山純、伊藤広規、ペッカー等とセッション・グループ、ハイ・タイムスを結成。EastWest '77の審査員をつとめる（8月27日、中野サンプラザ）。
- 1979年 - キティレコードと契約。3rdアルバム『オリエント』を発表。南佳孝『SPEAK LOW』の制作に携わったのを最後に、同年夏に渡米。当初は1stソロ・アルバムに参加して貰ったAmos Garrettを頼りにサンフランシスコに渡り、Amos Garrett Groupに属し[22]一年ほど活動を共にする。（渡米についてはアルバム『awakening』のページを参照。）
- 1980年 - ロサンゼルスに移る。アルファレコードと契約し、アルファ・アメリカの専属アーティスト兼プロデューサーに就任する。Rogers&Burginと共演する[37]。Randy Crawford Groupに属す[22]。
- 1981年 - スペンサー・デイヴィス・グループと10か月ほどクラブを回る。Randy Crawfordらと共演し、高い評価を得る。その後、Wendy Mattewsと出会う[37]。
- 1982年 - アルファレコードより、リズム・マシンLINN LM-1を駆使してバック・トラックの殆んどを多重録音で仕上げた4thアルバム『awakening(featuring WENDY MATTHEWS)』を携え帰国。作品を発表。以降ほぼ毎年コンスタントにアルファレコードよりアルバムを発表する。
- 1983年 - サウンド&レコーディング・マガジン8月号にインタビュー記事が掲載される。この頃より、機械的なアルペジオの部分などで補助的に使用していたローランドのMC-4から、コンピュータApple II を作品制作に使用し始める。以降はMARK OF THE UNICORNのMac用MIDIシーケンサーソフトのPerformer（1995年頃はLogicおよびVisionも併用[10]）使用している。大野方栄『MASAE ALA MODE』のアレンジに携わる。演奏陣にカシオペアを迎え、自らも楽曲「個人教授」で共演する。
- 1984年 - 6月16日に六本木ピットインにて久々のライブを行う。6月25日にアルバム『SAILING BLASTER』を発表。サウンド&レコーディング・マガジン7月号にインタビュー記事が掲載された。
- 1986年 - 6月25日に先行シングル『宇宙のエトランゼ』、7月25日にアルバム『SOUND OF SCIENCE』を発表。7月21日に大阪バナナホール」、22日に「名古屋ハートランド」でライブ。
- 1987年 - 2月25日、角松敏生リミックスプロデュースによる12インチシングル『SWEET INSPIRATION / ANGELINE』を発表。5月25日アルバム『FUTURE FILE』を発表。テレビ朝日の情報番組「Eat9」のテーマ曲プロデュースを担当し、「SWEET INSPIRATION」「FUNKY MULTI」「I WANT TO HOLD YOUR HAND」「THE FALL IN LOVE」がテーマ曲・BGMになり、CM入りジングルも制作した。
- 1988年 - 8月18日放送ミュージックスクエア（テレビ東京）に出演。メンバーは佐藤博、菅野洋子、鳥山雄司、本田雅人、青山純、伊藤広規、藤井美保、ロレッタ・ゾーイ・ヘイウッド。
- 1989年 - 佐藤博関連の情報を発信するパソコン・ネットワーク『HIROSHI SATO PC Network Station ″AQUALANGUE″』開局[31]。
- 1990年 - 海外録音のアルバム『Good Morning』を発表。これが生ドラムを使用した最後のオリジナル・アルバムとなる。プライベート・スタジオ″Studio SARA″を建設する。
- 1991年 -8月8日、大阪ミューズホールでライブ。角松敏生、渕上祥人等の作品に参加。プライベート・スタジオ“Studio SARA”にて初めてミックス&トラックダウンを行ったアルバム『SELF JAM』を発表。
- 1992年 - 5月16日「アースヴォイスコンサート '92」に、キーボーディストとして出演（音楽監督はリー・リトナー。共演者はマイケル・マクドナルド、デイヴィッド・サンボーン、ブレンダ・ラッセル、ボビー・コールドウェル、フィル・ペリー、マキシ・プリースト、リサ・フィッシャー、ジルベルト・ジル、アニタ・ベイカー、ジェームス・イングラム、ロバータ・フラック、角松敏生）。
- 1993年 - “Studio SARA”を改修。Macintosh Quadra650導入。『HAPPY & LUCKY』を発表。
- 1994年 -  ソニー・ミュージックよりサウンドトラック『七都市物語』を発表。東芝EMIと契約する。
- 1995年 - 東芝EMI移籍後初アルバム『ALL OF ME』を5月10日に発表。パイロット・シングル「HEART TO YOU/ALL OF ME」を同日発売。『ミュージック・マガジン』1995年7月号インタビュー、『キーボード・マガジン』1995年6月号インタビュー、『ADLIB』1995年6月号にインタビュー記事が掲載される。
- 1996年 - 11月アルバム『Oracle』を発表。
- 1998年 - HIRO P.J.名義でオルケスタ・デル・ソルに書き下ろした「THE FIGHT」FIFAワールドカップのオフィシャル・サポート・ソング（日本サッカー協会公認）を発表。
- 1999年 - ハックルバック再活動、バンド名は″Talk-Age″。2月23日、鈴木(g)・佐藤(key)・田中(b)・市川祥治(g)・青山純(ds)のメンバーによる″鈴木茂とハックルバック″として渋谷クラブクアトロにてジョイントライブ″南佳孝 with ハックルバック″を行う。7月8日、ほぼ10年振りに単独ライブ「佐藤博 LIVE at PIT INN」を行う。メンバーは、佐藤博、村上秀一、松原秀樹、松原正樹、佐々木久美。10月12日、青山CAYで「佐藤博　LIVE」を開催。メンバーは、佐藤博、村上秀一、松原秀樹、松原正樹、佐々木久美。
- 2000年 - 1月23日、青山CAY「High Times - Reunion」開催。メンバーは、佐藤博、鳥山雄司、青山純、伊藤広規、ペッカー、重住ひろこ。5月30日の″青山CAY″メンバーは、佐藤博、村上秀一、松原秀樹、松原正樹、佐々木久美、重住ひろこ。8月5日、葉山マリーナで「One Night Stand by the Sea Special Live 2000」、12月20日、NHKホール、12月25日、神戸チキン・ジョージで「Tin Pan CONCERT 1975/2001」開催。
- 2001年 - 7月22日、FM802主催の″MEET THE WORLD BEAT 2001″に小坂忠&FRIENDS（細野晴臣、鈴木茂、林立夫、浜口茂外也、佐藤博、佐橋佳幸）として参加。11月10日、タワーレコード渋谷店・11月11日、ヴァージンメガストア新宿にて『小坂忠「People」発売記念インストアイベント』に参加。
- 2002年 - 9月8日スイートベイジルSTB139での小坂忠『Love People Concert in Tokyo』に出演。2年ぶりにライブ活動を再開する。
- 2003年 - ボーナス・トラック追加+リマスタリングにて『Time』が再発。7年ぶりにアルバム『THAT'S ALL RIGHT』を発表。本作よりハードディスク・レコーダーを″Studio SARA″に導入[38][13][39]。6月21日に六本木スイートベイジルSTB139で佐藤博LIVE『THAT'S ALL RIGHT」を行う。
- 2004年 - 1月20日、六本木スイートベイジルSTB139で『HIROSHI SATO New Year LIVE 2004 「THAT'S ALL RIGHT 2」』を行う。アルバム『Amazing』、ミニ・アルバム『Take it』発表。10月30日・31日原宿Blue Jay Wayにて「2DAYS LIVE」開催。キーボード・マガジン10月号に8月23日に″Studio SARA″にてインタビューされた「名手の横顔」が掲載される。
- 2005年 - バンド『TAINUI』を結成。6月18日、"Root is One〜なんちゃってブルースセッションVol.1"出演。9月にリマスタリング＋ 8.「IT ISN'T EASY」のイントロ部分への多重コーラスを追加した『awakening』が再発売される。
- 2006年 - アルバム『Amazing2』を発表。
- 2007年 - 2月、SoulJaのメジャー・デビュー・シングル「DOGG POUND」をサウンド・プロデュース。6月7日、Amos Garrett 「″Sleepwalk″Japan Tour 2007」。6月20日、ジョー・サンプル『ベスト・オブ・ベスト〜セレクテッド・バイ 佐藤博（限定盤）』発売。6月にSoulJaの2ndシングル「rain」のサウンド・プロデュースを担当。ドリームズ・カム・トゥルー「史上最強の移動遊園地 DREAMS COME TRUE WONDERLAND 2007」に音楽監督兼キーボーディストとして参加する。
- 2008年 - キーボード・マガジン4月号に“Studio SARA”にてインタビューされた「匠の履歴書 第16号」掲載。青山テルマ『そばにいるね』の編曲およびサウンド・プロデュース、ミキシング、マスタリングを手掛け『第50回 輝く!日本レコード大賞』において【優秀作品賞】を受賞。I.H.L『ロマンチスタ』、『I HAVE LOVE 2008』のサウンド・プロデュース、SoulJa『SPIRITS X'tended』のリマスタリング、サウンド・プロデュースを行う。9月、SLY&ROBIE『HURRY HOME』（「そばにいるね」のカバー）のサウンド・プロデュース、同曲収録のアルバム『AMAZING』が第51回グラミー賞のベスト・レゲエ・アルバムにノミネート。10月、SoulJa × Misslim『記念日・home』のサウンド・プロデュースとマスタリングを担当。
- 2009年 - 吉見一星の9月2日発売デビュー・シングル「〜YOU〜」の編曲及びサウンド・プロデュース。9月5日「TOKYO GIRLS COLLECTION 2009 AUTUMN/WINTER」オープニングアクト・ライブで出演した吉見の音楽を担当。キーボード・マガジン2010年1月号 WINTER号「エレピの名器″ローズ″」特集にインタビュー記事が掲載される。
- 2010年 - 音楽活動40周年を迎える。“Studio SARA”建設20周年を迎える。iTunes Storeにて、セルフ・カバー新曲『Bad Junky Blues(Op.2010_0615)』を6月、『1945-シャボン玉 (Op.2010_0831)』を9月に発表。10月佐藤博作曲・編曲・サウンド・プロデュースした、ふくい舞「いくたびの櫻」レコーディングおよびミキシングを手掛ける。
- 2011年2月 - 作曲・編曲・サウンド・プロデュースした、ふくい舞「いくたびの櫻」(NHK土曜時代劇「隠密八百八町」主題歌) が発売される。
- 2012年
  - 6月12日 『An evening with Marie Digby and more...〜マリエ・ディグビー 来日コンサート〜渋谷JZ Brat Sound of Tokyo』に出演。メンバーはマリエ・ディグビー（vo,p,g）、佐藤博（key）、tama（g,chorus）、Mayu Wakisaka（chorus）、今剛（g）、ハル（g）、マイク・ダン（b）、タカ（ds)。9月および10月、Marié Digbyをボーカルに迎えたシングルをiTunes Storeにて発表。
  - 10月26日、横浜市都筑区の″Studio SARA″で倒れているのを友人が発見、救急車を呼んだが既に死亡していた[40]。死因は解離性大動脈瘤であることが後に発表された[1]。

## ディスコグラフィ

### オリジナル・アルバム
| 発売日         | アルバム         | レーベル                                 | 規格                     | 規格品番   | 備考 |
| -------------- | ---------------- | ---------------------------------------- | ------------------------ | ---------- | --- |
| 1976年5月25日  | SUPER MARKET     | 日本コロムビア                           | LP                       | LQ-7008-C  | |
| 1993年11月21日 | SUPER MARKET     | 日本コロムビア                           | CD                       | COCA-11141 | |
| 1993年11月21日 | SUPER MARKET     | 日本コロムビア                           | CD                       | COR-11141  | |
| 2009年6月22日  | SUPER MARKET     | コロムビアミュージックエンタテインメント | CD（オンデマンド）       | CORR-10298 | |
| 2012年11月21日 | SUPER MARKET     | タワーレコード                           | CD                       | TWCP-25    | |
| 2019年11月3日  | SUPER MARKET     | 日本コロムビア                           | LP                       | HMJA-124   | |
| 1977年1月25日  | Time             | 日本コロムビア                           | LP                       | LX-7009    | |
| 2003年3月10日  | Time             | アルダンレコード                         | CD                       | ARCD-1002  | 2003年デジタルリマスター盤、ボーナス・トラック追加                                                                    |
| 2009年12月21日 | Time             | コロムビアミュージックエンタテインメント | CD（オンデマンド）       | CORR-10529 | |
| 2012年11月21日 | Time             | タワーレコード                           | CD                       | TWCP-26    | |
| 2015年4月18日  | Time             | HMV Record Shop                          | LP                       | HMJA-101   | |
| 2019年11月3日  | Time             | ソニー・ミュージックダイレクト           | LP                       |            | |
| 1979年6月1日   | ORIENT           | キティレコード                           | LP                       | MKF-1047   | |
| 1990年1月1日   | ORIENT           |                                          | CD                       |            | |
| 2013年3月13日  | ORIENT           | ユニバーサルミュージック                 | CD                       | PROT-1056  | 2013年デジタルリマスター盤                                                                                            |
| 2014年12月24日 | ORIENT           | キティレコード                           | CD                       | MKF-1047   | |
| 2015年4月18日  | ORIENT           | HMV Record Shop                          | LP                       | PROT-7002  | |
| 2018年4月24日  | ORIENT           | WEWANTSOUNDS                             | LP                       | WWSLP-12   | |
| 1982年6月25日  | awakening        | アルファレコード                         | LP                       | ALR-28036  | |
| 1986年8月25日  | awakening        | アルファレコード                         | CD                       | 32XA-91    | |
| 1995年5月10日  | awakening        | アルファレコード                         | CD                       | ALCA-9144  | |
| 2005年9月21日  | awakening        | ソニー・ミュージックダイレクト           | CD                       | MHCL-648   | 2005年デジタルリマスター盤                                                                                            |
| 2014年12月10日 | awakening        | ソニー・ミュージックダイレクト           | CD                       | MHCL-30275 | 未発表音源追加 |
| 2016年8月24日  | awakening        | ソニー・ミュージックダイレクト           | LP（180g重量盤）         | MHJ7-3     | オリジナル・マスターテープから96KHz/24bitにデジタル変換された音源データをもとに、バーニー・グランドマンがカッティング |
| 2019年11月3日  | awakening        | ソニー・ミュージックダイレクト           | LP                       |            | |
| 1984年6月25日  | SAILING BLASTER  | アルファレコード                         | LP                       | ALR-28059  | |
| 1986年         | SAILING BLASTER  | アルファレコード                         | CD                       | 32XA-92    | |
| 1995年5月10日  | SAILING BLASTER  | アルファレコード                         | CD                       | ALCA-9145  | |
| 2015年6月3日   | SAILING BLASTER  | BRIDGE                                   | Blu-spec CD2（紙ジャケ） | BRIDGE-239 | 2015年デジタルリマスター盤                                                                                            |
| 1986年7月25日  | SOUND OF SCIENCE | アルファレコード                         | LP                       | ALR-28081  | |
| 1986年         | SOUND OF SCIENCE | アルファレコード                         | CD                       | 32XA-70    | |
| 1995年5月10日  | SOUND OF SCIENCE | アルファレコード                         | CD                       | ALCA-9146  | |
| 2015年6月3日   | SOUND OF SCIENCE | BRIDGE                                   | Blu-spec CD2（紙ジャケ） | BRIDGE-240 | 2015年デジタルリマスター盤                                                                                            |
| 1987年5月25日  | FUTURE FILE      | アルファレコード                         | LP                       | ALR-28095  | |
| 1987年5月25日  | FUTURE FILE      | アルファレコード                         | CD                       | 32XA-158   | |
| 1995年5月10日  | FUTURE FILE      | アルファレコード                         | CD                       | ALCA-9147  | |
| 2015年6月3日   | FUTURE FILE      | ソニー・ミュージックダイレクト           | Blu-spec CD2             | MHCL-30310 | 2015年デジタルリマスター盤、ボーナス・トラック追加                                                                    |
| 1988年6月25日  | AQUA             | アルファレコード                         | LP                       | ALR-28110  | |
| 1988年6月25日  | AQUA             | アルファレコード                         | CD                       | 32XA-210   | |
| 1995年5月10日  | AQUA             | アルファレコード                         | CD                       | ALCA-9148  | |
| 2015年6月3日   | AQUA             | ソニー・ミュージックダイレクト           | Blu-spec CD2             | MHCL-30311 | 2015年デジタルリマスター盤、ボーナス・トラック追加                                                                    |
| 1989年6月25日  | TOUCH THE HEART  | アルファレコード                         | CD                       | 29A2-18    | |
| 1995年5月10日  | TOUCH THE HEART  | アルファレコード                         | CD                       | ALCA-9149  | |
| 2015年6月3日   | TOUCH THE HEART  | ソニー・ミュージックダイレクト           | Blu-spec CD2             | MHCL-30312 | 2015年デジタルリマスター盤、ボーナス・トラック追加                                                                    |
| 1990年7月25日  | Good Morning     | アルファレコード                         | CD                       | ALCA-56    | |
| 1995年5月10日  | Good Morning     | アルファレコード                         | CD                       | ALCA-9150  | |
| 2017年11月24日 | Good Morning     | オーダーメイドファクトリー               | CD                       | DQCL-684   | |
| 1991年7月21日  | Self Jam         | アルファレコード                         | CD                       | ALCA-159   | |
| 1995年5月10日  | Self Jam         | アルファレコード                         | CD                       | ALCA-9151  | |
| 2017年11月24日 | Self Jam         | オーダーメイドファクトリー               | Blu-spec CD2             | DQCL-685   | 2017年デジタルリマスター盤、ボーナス・トラック追加                                                                    |
| 1993年6月21日  | HAPPY & LUCKY    | アルファレコード                         | CD                       | ALCA-494   | |
| 1995年5月10日  | HAPPY & LUCKY    | アルファレコード                         | CD                       | ALCA-9152  | |
| 2017年11月24日 | HAPPY & LUCKY    | オーダーメイドファクトリー               | Blu-spec CD2             | DQCL-686   | 2017年デジタルリマスター盤、ボーナス・トラック追加                                                                    |
| 1995年5月10日  | ALL OF ME        | 東芝EMI                                  | CD                       | TOCT-8882  | |
| 2012年9月8日   | ALL OF ME        | タワーレコード                           | CD                       | QIAG-70057 | 2012年デジタルリマスター盤                                                                                            |
| 1996年11月7日  | Oracle           | 東芝EMI                                  | CD                       | TOCT-9706  | |
| 2012年9月8日   | Oracle           | タワーレコード                           | CD                       | QIAG-70058 | 2012年デジタルリマスター盤                                                                                            |
| 2003年6月24日  | THAT'S ALL RIGHT | サラ・ミュージック                       | CD                       | SMD-0001   | |
| 2006年4月5日   | AMAZINGⅡ         | ex-music communications                  | CD                       | ECCA-1003  | |

### シングル
1. いとしのマリー / パラダイスへ（1977年 日本コロムビア LK-14-C）
2. 孫悟空（1979年5月）
3. Sun Grow（1984年11月28日）
4. アンジェリーナ／シャイニー・レディ （1985年4月25日 Alfa ALR-783）
5. LOVE ME DO（1985年10月10日） - 12インチシングル
6. 宇宙のエトランゼ／Mystery Zone（1986年6月25日 Alfa ALR-794）
7. スウィート・インスピレーション-Extended Power Club Mix- / ANGELINE-Extended Power Club Mix-（1987年2月25日 Alfa ALR-13001） - 12インチシングル
8. Seat For Two（1988年6月25日）
9. Fuzzy Love / MISSING LINK（1989年6月25日 Alfa）
10. EVEの朝を（1989年10月25日）
11. HEART TO YOU（1995年5月10日）
12. 約束（1996年3月6日）
13. Day by Day（1996年6月26日、TOCT-4046）
14. Take it（2004年12月10日）
15. Bad Junky Blues(Op.2010_0615)（2010年6月）
16. 1945-シャボン玉 (Op.2010_0831)（2010年9月）
17. Angel -Hiroshi Sato feat. Marié Digby（2012年9月12日）
18. Sweet Lullaby -佐藤博 & Marié Digby（2012年10月6日）
19. EVENING SHADOWS / SUN BATHING / X'S AND O'S / ordinary（2016年11月30日 MHJ7-6） - 12インチシングル
20. カリンバナイト / ドンカマ （2021 RECORD STORE DAY 限定盤）

### ベスト・アルバム ⁄ コンピレーション
1. THIS BOY（1985年5月25日） - コンピレーション・アルバム
2. 記憶の中の未来 （1988年12月21日） - ベスト・アルバム
3. HIROSHI SATO'90-SNOW LAND（1989年10月25日） - ホイチョイ・プロダクションズ「極楽スキー'90」コンピレーション・アルバム
4. HIROSHI SATO BEST SELECTION（1990年9月1日） - ベスト・アルバム
5. PROSUMER（1992年11月21日） - コンピレーション・アルバム
6. 佐藤博ベスト（1994年2月1日） - ベスト・アルバム
7. FLY TO YOU 2000（2000年4月12日） - 2枚組コンプリート・ベスト・アルバム
8. CREAMY AQUA（2007年8月4日）
9. GOLDEN☆BEST　佐藤　博～a fine piece of work（2013年1月30日） - 追悼企画ベストセレクション
10. UNDERCOVER（2014年6月3日） - コンピレーション・アルバム

### サウンドトラック
1. 七都市物語サウンドトラック（1994年4月21日）

### 企画アルバム等
1. 幻のハックルバック（1976年） - 鈴木茂とハックルバック
2. 1975 LIVE（2015年） - 鈴木茂とハックルバック
3. SEASIDE LOVERS - MEMORIES IN BEACH HOUSE（1983年5月21日） - オリジナル曲3曲提供（松任谷正隆、井上鑑とともに参加）。
4. ゆりかごのうた（1992年2月21日） -  挿し絵：永田萠

### タイアップ作品
1. 輝きに向けて（1982年 - ） - 鹿児島放送（本社所在地・鹿児島県鹿児島市、テレビ朝日系列）イメージ曲（かつてオープニング・クロージングで約35年に亘って使用）
2. Love is happening（1984年） - 小杉産業（現・コスギ）“ジャンセン”CM曲
3. Sun Glow（1984年） - 小杉産業（現・コスギ）“ジャンセン”CM曲
4. アンジェリーナ（1985年） - 小杉産業（現・コスギ）“ジャンセン”CM曲
5. Shiny Lady（1985年） - 小杉産業（現・コスギ）“ジャンセン”CM曲
6. 記憶の中の未来から（1985年） - 小杉産業（現・コスギ）“ジャンセン”CM曲、大海酒造”さつま大海”CM曲
7. Sweet Inspiration（1987年） - テレビ東京「Dモーターランド」
8. Future File（1987年） - 東京建物CM曲
9. Sweet Inspiration（1987年） - テレビ朝日「EAT9」オープニング・エンディングテーマ曲
10. I WANT TO HOLD YOUR HAND（1987年） - テレビ朝日「EAT9」エンディングクレジットBGM曲（1987年4月～1988年3月）
11. FUNKY MULTI（1987年-） - テレビ朝日「EAT9」挿入曲、関西テレビ「ねるとん紅鯨団」、ヤナセ・VWゴルフ CM曲
12. TOGETHER（1987年） - TBSテレビ「男女7人夏物語」挿入曲
13. FLY TO YOU（1987年） - 呉工業“クレ・カー・ケア”CM曲
14. THE FALL IN LOVE（1988年） - テレビ朝日「EAT9」エンディングクレジットBGM曲（1988年4月～1988年9月）
15. LOVE IS THE ANSWER（1988年） - 国際証券CM曲
16. ON THE WIND - 小杉産業（現・コスギ）“ジャンセン”CM曲
17. SEAT FOR TWO（1988年） - 丸大食品“適塩食生活”CM曲
18. ALL OF ME（1995年） - 西友企業
19. 約束（1996年） - フジテレビ「THE WEEK」テーマ曲
20. DOLPHIN（1996年） - 関西テレビ「花王ファミリースペシャル」オープニング・タイトル曲
21. THE FIGHT / オルケスタ・デル・ソル（1998年） - 1998 FIFAワールドカップ・オフィシャル・サポート・ソング（HIRO P.J.名義にて作曲）
22. ここにいるよ / SoulJa feat.青山テルマ（2007年） - テレビ東京「JAPAN COUNTDOWN」（2007年9月度）、「やりすぎコージー」、「メデューサの瞳」、「カウントダウンTV」エンディングテーマ、「PVTV」オープニングテーマ（編曲、サウンド・プロデュース）
23. そばにいるね / 青山テルマ feat. SoulJa（2008年） - NTTドコモCMソング（編曲、サウンド・プロデュース）
24. ロマンチスタ / I.H.L（2008年） - NHK新大学生・新社会人応援キャンペーン 「がんばれ。ルーキー!」 キャンペーンソング（サウンド・プロデュース）
25. I HAVE LOVE 2008 / I.H.L（2008年） - テレビ東京「たけしの誰でもピカソ」エンディングテーマ（サウンド・プロデュース）
26. いくたびの櫻 / ふくい舞（2011年） - NHK土曜時代劇「隠密八百八町」主題曲（作、編曲、サウンド・プロデュース）

## 楽曲提供
1. うわさのマリー（発売年不明）上田正樹（作詞・作曲）
2. 鉄格子より愛をこめて（発売年不明）上田正樹（作詞・作曲）
3. バッドジャンキーブルース（1974年）上田正樹（作詞、作曲）
4. 夢を追って（1975年）吉田美奈子　アルバム『MINAKO』
5. アップル・ノッカー（1975年）吉田美奈子　アルバム『MINAKO II』
6. レイン・イン・ザ・シティー（1975年）ハックルバック　『幻のハックルバック』（作曲）
7. チョッカイ（1976年）吉田美奈子　アルバム『FLAPPER』
8. ひとり寝のララバイ（1976年）丸山圭子
9. 熱い砂（1977年）りりィ　アルバム『りりシズム』
10. フライングソーサー（（1977年 小坂忠　アルバム『モーニング』
11. フォーカスラブ（1977年）小坂忠　アルバム『モーニング』
12. TODAY（1977年）やまがたすみこ　アルバム『FLYING』
13. 眠い朝（1977年）ハイ・ファイ・セット　アルバム『Love Collection』
14. 雨の舗道（1977年）丸山圭子　アルバム『春しぐれ』
15. 真夜中のハイウェイ・バス（1978年）大上留利子　アルバム『DREAMER from WEST』（編曲）
16. JULIANNE（1979年）ブレッド&バター　アルバム『LATE LATE SUMMER』編曲・リズムアレンジ
17. 最後の手品（1979年）佐藤奈々子
18. 冷たい雨（1979年）池田典代　アルバム『DREAM IN THE STREET』
19. ジェントルじゃいられない（1984年）秋本奈緒美　アルバム『My Friend』
20. Missing You（1984年）秋本奈緒美　アルバム『Poison21』
21. TELEPATHY（1984年）秋本奈緒美　アルバム『Poison21』
22. 渚のフェイム（1984年）二名敦子　（編曲）
23. ブルー・キュラソー（1984年）二名敦子　アルバム『LOCO ISLAND』
24. 想い出のAfter Hours（1985年）亜蘭知子　アルバム『IMITATION LONELY』
25. 帽子（1985年）石野真子　アルバム『Safran+7』
26. SOMETHING IN THE AIR（1986年）CINDY　アルバム『LOVE LIFE』
27. HONEY MOON SHUTTLE（1986年）杏里　アルバム『MYSTIQUE』
28. MYSTERY ZONE（1986年）杏里　アルバム『MYSTIQUE』
29. PRECIOUS TIME、CURTAIN CALL（1986年）杏里　アルバム『Trouble in Paradise』
30. TO YOU -恋に冷めた時も-（1986年）吉野千代乃　アルバム『SLOW DANCE』
31. FLY AWAY（1986年）吉野千代乃　アルバム『SLOW DANCE』
32. FLY TO YOU（1987年）吉野千代乃　アルバム『Say Good-Bye』
33. OOH BABY...(Come Closer)（1987年）マリーン　アルバム『THIS TIME』
34. Time Goes By（1987年）下成佐登子　アルバム『Keep In Touch』
35. SEA SONG（1987年）角松敏生　アルバム『SEA IS A LADY』
36. TRIANGLE LOVE AFFAIR（1988年）中山美穂　アルバム『CATCH THE NITE』
37. スノー・ホワイトの街（1988年）中山美穂　アルバム『CATCH THE NITE』
38. Tandem Run（1988年）鈴木雅之　アルバム『Radio Days』
39. For Your Love（1988年）鈴木雅之　アルバム『Radio Days』
40. 山手ホテル（1989年）角松敏生　アルバム『MORE DESIRE』
41. 恋唄千里（1989年）羽根田征子　アルバム『SORA』
42. ROSY HEART（1989年）羽根田征子　アルバム『SORA』
43. MILKY WAY（1989年）羽根田征子　アルバム『SORA』
44. 無口な夢/雪のクリスマス・カード他編曲（1989年）南佳孝　アルバム『東京物語』
45. 明るくなるまで（1989年） 今井美樹　アルバム『MOCHA』
46. ファイナル・コール（1991年）野田幹子　アルバム『Rose C'est La Vie』
47. バスルームでランチ（1992年）野田幹子　アルバム『CUTE』
48. OVERTURE（1994年）種市弦　アルバム『冬の調べ』
49. 風になろう（1996年）YOU　アルバム『南向き』
50. Simple Couple（1996年）井上睦都実　アルバム『Green Fingers』
51. FLIGHT（1996年）高中正義　アルバム『GUITAR WONDER』　（編曲）
52. 星のサウダージ（1996年）高中正義　アルバム『GUITAR WONDER』　（編曲）
53. THE FIGHT（1998年）オルケスタ・デル・ソル(HIRO P.J.名義)1998年FIFAワールドカップ・オフィシャル・サポート・ソング
54. ふうりん（1998年）高中正義　アルバム『Bahama』
55. Sugar Sugar（1998年）ANNA　アルバム『Stories』（作曲）
56. Joy（1998年）ANNA　アルバム『Stories』（作曲）
57. 去る者は日々に疎し〜OUT OF SIGHT，OUT OF MIND（2002年）髙橋真梨子　アルバム『time of love』
58. Lotus（2007年）SoulJa　アルバム『Spirits』
59. ここにいるよ feat.青山テルマ（2007年）SoulJa（編曲）
60. そばにいるね feat.Soulja（2008年）青山テルマ（編曲）
61. レインボー・シー・ライン（2008年）アン・サリー（作曲）
62. ロマンチスタ/I HAVE LOVE 2008（2008年）I.H.L（サウンド・プロデュース）
63. エピローグ〜Happy（2008年）SoulJa　アルバム『SPIRITS X'tended』
64. HURRY HOME(そばにいるね)　feat.SLY&ROBBIE
65. プロローグ feat.佐藤博（2009年）　SoulJa　アルバム『COLORZ』
66. LADY TRAFFIC（2009年）SoulJa　アルバム『COLORZ』（サウンド・プロデュース）
67. ONE TIME feat.一星&沖仁（2009年）　アルバム『ONE TIME feat.一星&沖仁』（編曲）
68. 〜YOU〜（2009年）吉見一星　アルバム『〜YOU』〜（編曲）
69. いくたびの櫻（2011年）ふくい舞（作曲・編曲・サウンド・プロデュース）

## その他参加作品

### - 1979年
1974年
- 加川良
  - 『アウト・オブ・マインド』（1974年11月10日）
- ザ・ディランII
  - 『さようなら〜この世を悲しむ風来坊に捧ぐ〜』

1975年
- 金森幸介
  - 「箱舟は去って」
- 大滝詠一
  - 『NIAGARA MOON』（1975年5月30日）
    - 三文ソング - Piano
    - 論寒牛男 - Piano
    - ロックン・ロール・マーチ - Piano
    - ハンド・クラッピング・ルンバ - Piano
    - 恋はメレンゲ - Piano
    - 福生ストラット（パートII） - Piano
    - シャックリママさん - Wuritzer
    - 楽しい夜更し - Piano
- 吉田美奈子
  - 『MINAKO』（1975年10月25日）
    - レインボー・シー・ライン（作曲：佐藤博、編曲：有馬すすむ・佐藤博）
    - 住みなれた部屋で（編曲：有馬すすむ・佐藤博）
    - 夢を追って（作曲：佐藤博、編曲：有馬すすむ・佐藤博）
    - チャイニーズ・スープ（編曲：佐藤博）
    - パラダイスへ（編曲：佐藤博）
    - 時の中へ（編曲：佐藤博）
    - ろっかばいまいべいびい（編曲：佐藤博）

  - 『MINAKO II』（1975年12月20日）
- 岡林信康
  - 『誰ぞこの子に愛の手を』
- 西岡恭蔵
  - 『ろっかばいまいべい』
- 細野晴臣
  - 『トロピカル・ダンディー』
- ブレッド&バター
  - 「Mahae」
- 南こうせつ
  - 「かえり道」

1976年
- めんたんぴん
  - 『MENTANPIN SECOND』
- 細野晴臣
  - 『泰安洋行』
- 大貫妙子
  - 『Grey Skies』（1976年9月25日）
    - One's Love - Steinway Piano, Fender Rhodes Piano, Roland Synthesizer
    - 街 - Fender Rhodes Piano, Hammond Organ, Roland Synthesizer
- 吉田美奈子
  - 『FLAPPER』（1976年3月25日）初のサウンドプロデュースを手掛ける。
    - 朝は君に（作曲、リズム・アレンジ）
    - チョッカイ（作曲、ホーン & リズム・アレンジ）
- 南佳孝
  - 『忘れられた夏』
- 大塚まさじ
  - 『遠い昔ぼくは…』
- 鈴木慶一とムーンライダース
  - 『火の玉ボーイ』
    - 火の玉ボーイ

1977年
- 小坂忠
  - 『MORNING』
- 渡辺勝
  - 『HELLO』
- りりィ
  - 『リリシズム』[42]
  - 『ミス・キャロン・ターバット」（c/w 「心は夏に誘われて」）』
  - トヨタ・カリーナCM曲(1977年2月1日録音)作詞：望田市朗・作曲：八木正生・編曲：八木正生・ディレクター：村木敬史・コーラス：伊集加代子グループ・制作：・株式会社A.R.A・株式会社電通)
- 吉田美奈子
  - 『TWILIGHT ZONE』（1977年3月25日）
    - Hammond Organ
- 山下達郎
  - 『SPACY』（1977年6月25日）
    - LOVE SPACE - Acoustic Piano
    - 素敵な午後は - Electric Piano
- やまがたすみこ
  - 『フライング』
- いしだあゆみ
  - 『いしだあゆみ&ティン・パン・アレイ・ファミリー/アワー・コネクション』
- 高中正義
  - 『TAKANAKA』
    - MAMBO NO,5（DISCO DANGO）- Clavinet
    - MAMBO MAGIC - Synthesizer Solo
    - GASCON COCKTAIL - Piano
- ハイ・ファイ・セット
  - 『LOVE COLLECTION』
- 大滝詠一
  - 『NIAGARA CALENDAR』（1977年12月25日）
    - Rock'n Rollお年玉 - Piano
    - 座 読書 - Piano
- Linda Carriere
  - 『Linda Carriere』※未発売
- 上田正樹
  - 『上田正樹』

1978年
- 細野晴臣&イエロー・マジック・バンド
  - 『はらいそ』
- 大滝詠一
  - 『DEBUT』（1978年8月25日）
    - 楽しい夜更し - Piano
    - 福生ストラット（パートII） - Piano
    - ウララカ'78 - Piano
- 大上留利子
  - 『DREAMER FROM WEST』
- 加藤登紀子
  - 『さびた車輪』
- 秋山一将
  - 『DIG MY STYLE』
- 南佳孝
  - 『SOUTH OF THE BORDER』
    - ワンナイト・ヒーロー - Piano(Solo)
- 尾崎亜美
  - 『STOP MOTION』
  - 『PRISMY』
- 後藤次利
  - 『ON BASS』
- 岡本一生
  - 「MOONLIGHT SINGING」※編曲共
- タイム・ファイブ
  - 『翼を下さい』
- 山本達彦
  - 『Sudden Wind』
- 西岡恭蔵
  - 『ヨー・ソロ』
- 細野晴臣&横尾忠則
  - 『COCHIN MOON（コチンの月）』
- 山下達郎/細野晴臣/鈴木茂
  - 『PACIFIC』
- 山下達郎
  - 『GO AHEAD!』（1978年12月20日）
    - MONDAY BLUE - Keyboards

1979年
- 竹内まりや
  - 『UNIVERSITY STREET』
- アン・ルイス
  - 『PINK PUSSYCAT』（1979年8月5日）
- 山下達郎
  - 『MOONGLOW』（1979年10月21日）
    - RAINY WALK - Electric Piano
    - STORM - Electric Piano
    - TOUCH ME LIGHTLY - Electric Piano
- ブレッド&バター
  - 『LATE LATE SUMMER』
- 杏里
  - 『Feelin'』
- 桐ヶ谷仁
  - 『My love for you』
- 朝比奈マリア
  - 『MARIA』
- 古谷野とも子
  - 『NEUTRAL TINTS』
- 佐藤奈々子
  - 『Pillow Talk』
- サーカス
  - 『NEW HORIZON』
- ジェフ・マルダー&エイモス・ギャレット
  - 『ライヴ・イン・ジャパン』
- 松原正樹
  - 『TAKE A SONG』
- 南佳孝
  - 『SPEAK LOW』

### 1980年 - 1989年
1980年
- 山下達郎
  - 『RIDE ON TIME』（1980年9月19日）
    - RAINY DAY - Keyboards
    - 雲のゆくえに（CLOUDS） - Keyboards
- エイモス・ギャレット
  - 『GO CAT GO』
- 池田典代
  - 『DREAM IN THE STREET』
    - DREAM IN THE STREET

1982年
- 山下達郎
  - 『FOR YOU』（1982年1月21日）
    - MUSIC BOOK - Electric Piano
    - FUTARI - Acoustic Piano & Electric Piano
- フランク永井
  - 「WOMAN」（1982年6月21日）
    - 愛のセレナーデ
- 吉田美奈子
  - 『LIGHT'N UP』（1982年9月21日）
    - LIGHT'N UP
    - 頬に夜の灯
    - LOVE SHOWER
    - 風
    - MORNING PRAYER
    - 斜陽（REFLECTION）
    - 時の向こう
- サンディー＆ザ・サンセッツ
  - 『イミグランツ』

1983年
- 吉田美奈子
  - 『IN MOTION』（1983年3月25日）
    - TORNADO - Acoustic Piano
- 山下達郎
  - 『MELODIES』（1983年6月8日）
    - 夜翔(Night-Fly)
    - BLUE MIDNIGHT
- 南佳孝
  - 『DAYDREAM』（1983年7月22日）
- 尾崎亜美
  - 『MIRACLE』
- 須藤薫
  - 『PLANETARIUM』
- 濱田金吾
  - 『MUGSHOT』
    - Rainy Heart - Arrangement, Keyboards
- 上田正樹
  - 『HUSKY』
- 大野方栄
  - 『MASAE ALA MODE』(カシオペアと共演)
- 井上鑑 / 松任谷正隆 / 佐藤博
  - 『シーサイド・ラバーズ』

1984年
- 石川秀美
  - 『SECRET』
- 秋本奈緒美
  - 『Poison 21』
- 竹内まりや
  - 『VARIETY』
- 角松敏生
  - 『AFTER 5 CLASH』（1984年4月21日）
    - I NEED YOU - Key.(also Piano solo)
- 二名敦子
  - 『LOCO ISLAND』※全曲編曲
- 太田貴子
  - 『GRADATION』
- 香坂みゆき
  - 「ジェット・ラグ（時差）」
- 尾崎亜美
  - 『Plastic Garden』
- 鈴木康博
  - Hello Again （1984年9月29日）
    - Holy Night
    - もう一度 愛を
    - 去りゆく日々よ
- 竹中直人
  - 『かわったかたちのいし』
- 村田和人
  - 『MY CREW』（1984年7月10日）
- 円道一成
  - 『RUN TO LIVE, LIVE TO RUN』（1984年8月21日）
    - 酔いしれてDéjà Vu
    - L.A. BABE

1985年
- 小泉今日子
  - 『Today's Girl』
- 石野真子
  - 『Saffran』
- 石川秀美
  - 『I』
- 天宮良
  - 『TURN YOU ON』
- 鳥山雄司
  - 『A Taste Of Paradise』
- 高橋幸宏
  - 『遥かなる想い - Once A Fool,...』
- 高橋鮎生
  - 『MEMORY THEATRE』

1986年
- CINDY
  - 『ラブ・ライフ』
- EPO
  - 『PUMP! PUMP!』
- 高橋幸宏
  - 『ONLY WHEN I LAUGH』
- 山下達郎
  - 『POCKET MUSIC』（1986年4月23日）
    - LADY BLUE
- 杏里
  - 『MYSTIQUE』
  - 『TROUBLE IN PARADISE』
- 吉野千代乃
  - 『SLOW DANCE』

1987年
- 角松敏生
  - 『SEA IS A LADY』
- 藤本健一
  - 『アペリティフ』
- 国分友里恵
  - 『STEPS』
- 下成佐登子
  - 『KEEP IN TOUCH』
- 吉野千代乃
  - 『SAY GOOD-BYE』
- 大貫妙子
  - 『A SLICE OF LIFE』（1987年10月5日）
    - あなたに似た人 - Keyboards
    - もういちどトゥイスト - Acoustic Piano
    - 人魚と水夫 - Arrangement, Keyboards
    - スナップショット - Keyboards
    - 五番目の季節 - Keyboards
- 竹内まりや
  - 『REQUEST』

1988年
- 鳥山雄司
  - 『Transfusion』
- 中山美穂
  - 『CATCH THE NITE』
- TOKYO ENSEMBLE LAB
  - 『BREATH FROM THE SEASON』
- 鈴木雅之
  - 『Radio Days』
- 小原礼
  - 『PICARESQUE』

1989年
- 羽根田ユキコ
  - 『SORA』
- 南佳孝
  - 『東京物語』
- サディスティック・ミカ・バンド
  - 『天晴』

### 1990年 - 1999年
1990年
- 障子久美
  - 『RHYTHM OF SILENCE』
  - 『Motion & Moment』
- EPO
  - 『GO GO EPO』
- 角松敏生
  - 『LEGACY OF YOU』（1990年7月25日）
    - SATO

1991年
- 角松敏生
  - 「この駅から…」（1991年5月21日）
    - この駅から…

  - 『ALL IS VANITY』（1991年7月3日）
    - 夏回帰〜SUMMER DAYS
    - この駅から…〜STATION
    - UP TOWN GIRL
    - DISTANCE
    - WHAT IS WOMAN

  - 『TEARS BALLAD』（1991年12月4日）
    - DISTANCE
- 渕上祥人
  - 『AGUA』
- 小森田実
  - 『パノラマ』
- 野田幹子
  - 『Rose C'est La Vie』

1992年
- 野田幹子
  - 『CUTE』
- 織田哲郎
  - 『ENDLESS DREAM』

1993年
- 障子久美
  - 『Scope Of Soul』
- 種市弦
  - 『冬の調べ』
- 角松敏生
  - 『1981-1987』（1993年10月21日）
    - I NEED YOU（Acoustic Piano, FENDER RHODES）

1994年
- 角松敏生
  - 『ALL IS VANITY』（1994年12月16日）

1995年
- 種市弦
  - 『両想いのススメ』

1996年
- 高中正義
  - 『Guitar Wonder』
- 熊谷幸子
  - 『Bahia』

1997年
- 岩崎宏美
  - 『SHOWER OF LOVE』

1998年
- Anna
  - 『Stories』（1998年3月18日）
    - Sugar Sugar ※HIRO P.J
- 山下達郎
  - 『COZY』（1998年8月26日）
    - 月の光 - Acoustic Piano, Electric Piano & Hammond Organ
- KinKi Kids
  - 「Happy Happy Greeting」

1999年
- 岸田今日子、本木雅弘
  - 『泣かないで-小さな旅人へ』
- 南佳孝
  - 『PURPLE IN PINK』※HIRO P.J名義
- Chappie
  - 「水中メガネ/七夕の夜、君に逢いたい」（1999年7月7日）
    - 七夕の夜、君に逢いたい
- 高中正義
  - 『Bahama』

### 2000年 - 2009年
2000年
- Tin Pan
  - 『Tin Pan』（2000年11月22日）
    - Fujiyama Mama
    - 76 Tears

2001年
- SMOOTH ACE
  - 『REMAINS』
  - 『Smooth Music At Cafe』
- 小坂忠
  - 『PEOPLE』
- 葛谷葉子
  - 『MUSIC GREETINGS VOLUME TWO』

2002年
- オムニバス
  - 『HAPPY END PARADE〜tribute to はっぴいえんど〜』
- 銀河鉄道
  - 『ミルキーウェイ』※プロデュース（1977年制作）

2003年
- 村上“ポンタ”秀一
  - 『MY PLEASURE 〜FEATURING GREATEST MUSICIANS〜』
- 大村憲司
  - 『Leaving Home best live tracks II』※HIRO P.J名義

2005年
- 市原ひかり
  - 『一番の幸せ』
- 村井邦彦
  - 『COMPOSITIONS』

2007年
- 竹内まりや
  - 「明日のない恋」
- SoulJa
  - 『DOGG POUND」
- 和幸（かずこう）
  - 『ゴールデンヒッツ』

2008年
- 青山テルマ
  - 「そばにいるね」
- DREAMS COME TRUE
  - 『史上最強の移動遊園地 DREAMS COME TRUE WONDERLAND 2007』
- I.H.L
  - 『ロマンチスタ』
  - 『I HAVE LOVE 2008』
- SLY & ROBIE
  - 『HURRY HOME』
- LADY TRAFIC
  - 『HURRY HOME』
- SoulJa × Misslim
  - 『記念日・home』

2009年
- SoulJa
  - 『COLORZ』プロローグ・Prologue feat.佐藤博
- 吉見一星
  - 『〜YOU〜』

### 2010年 -
2011年
- ふくい舞
  - 『いくたびの櫻』(Instruments,Mixing,Engineering & Mastering)※第44回有線大賞受賞
  - 『REMAINS』
- 細野晴臣
  - 『HoSoNoVa』（2011年4月20日）

2012年
- 中村裕介
  - 『オートバイ』(All Drums Programming,Additional Keyboards & Programming)

## ラジオ番組
- The Legend（横浜エフエム放送、毎週土曜日21:00-22:00）2000年10月7日-2001年3月31日
  - 小原礼とともにパーソナリティを担当[43]。

## 受賞歴
2008年
- 青山テルマ「そばにいるね」（演奏、ミックス、エンジニアリングならびに編曲およびサウンドプロデュース）
  - 9月、着うたフルで史上初のダウンロード数200万件突破達成を受けて「日本で最も売れたダウンロード・シングル」としてギネス・ワールド・レコーズに認定。
  - 『第50回日本レコード大賞』優秀作品賞受賞。
  - 佐藤博サウンド・プロデュースによる「HURRY HOME」（「そばにいるね」のカヴァー）を収録したスライ&ロビー（Sly and Robbie）のアルバム『Amazing』が第51回グラミー賞のベスト・レゲエ・アルバムにノミネート。

2011年
- ふくい舞『いくたびの櫻』（演奏、ミックス、エンジニアリングならびに編曲およびサウンドプロデュース）第44回日本有線大賞受賞。

## 参考資料
- 木村ユタカ監修『ジャパニーズ・シティ・ポップ』（増補改訂版）シンコーミュージック・エンタテイメント〈ディスク・コレクション〉、2020年2月。ISBN 978-4401648771。